# 接绳结
接绳结是一种用于连接两条粗细及材质不同的绳索的结。是最古老的一种结。它的特点是打法简单，结实可靠，而且十分容易拆解。可以用来连接材质、粗细不同的绳索。常用于连接船或纜繩...不等。